# Бразильские дрозды
Бразильские дрозды (лат. Platycichla) — род птиц семейства дроздовых отряда воробьинообразных.

## Виды
- Светлоглазый бразильский дрозд Platycichla leucops (Taczanowski, 1877)
- Желтоногий бразильский дрозд  Platycichla flavipes (Vieillot, 1818)